# Nopadol Gunavibool
Nopadol Gunavibool (* 1956 ) es un diplomático Tailandés en retiro.

## Biografía
Ha desempeñado las siguientes funciones:
- En 1982 ha sido asistente del Ministerio de Relaciones Exteriores, División de Asia Oriental, Departamento de Asuntos Políticos.
- De 1983 a 1984 ha sido Tercer Secretario, División de Asia Oriental, Departamento de Asuntos Políticos.
- En 1985 ha sido Tercer Secretario, División de Relaciones Internacionales, Departamento de Organizaciones Internacionales y en la división política, departamento de organizaciones internacionales.
- En 1986 ha sido segundo secretario, división política, departamento de organizaciones internacionales.
- De 1987 a 1988 ha sido segundo secretario, secretario del departamento de asuntos políticos.
- De 1989 a 1991 ha sido Primer Secretario, División de Asia Sudoriental, Asuntos Políticos.
- En 1992 ha sido Primer Secretario, Segunda División, Sección de Negocios de Asia Oriental.
- De 1992 a 1994 ha sido consejero de la embajada del Reino de Tailandia en Manila.
- De 1995 a 1999 ha sido Director, Primera División, Unidad de Negocios de Asia Oriental.
- De 2000 a 2001 ha sido director general Adjunto del Departamento de Asuntos de la ASEAN.
- De 2002 a 2003 ha sido Embajador del Reino de Tailandia en Tokio.
- En 2004 ha sido embajador adscrito al ministerio, oficina de la secretaría permanente.
- De 2004 a 2005 ha sido Gerente General de la Unidad de Negocios de Asia Oriental.
- En 2006 ha sido Gerente General de la Unidad de Negocios de la Asean.
- De 2007 a 2010 ha sido Embajador Extraordinario y Plenipotenciario de Tailandia en la República de Singapur.
- De 2011 a 2012 ha sido secretario general permanente, oficina de la secretaría permanente.
- De 2013 a 2012 ha sido Embajador Extraordinario y Plenipotenciario de Tailandia ante el Reino de Bélgica.[1]